# Manolis Papadopoulos
Manolis Papadopoulos (en griego: Μανώλης Παπαδόπουλος; Lebadea, 22 de abril de 1968-Lebadea, 16 de mayo de 2025) fue un jugador y entrenador de fútbol griego que jugó en la posición de defensa.

## Carrera deportiva

### Club
| Periodo   | Club                  |
| --------- | --------------------- |
| 1986–1992 | Olympiacos FC         |
| 1989–1992 | → Ionikos FC (cedido) |
| 1992–1995 | AEK Athens FC         |
| 1995–1997 | Apollon Athens        |
| 1997–1999 | Ethnikos Piraeus FC   |
| 1999      | PAS Giannina          |
| 1999–2001 | Kozani FC             |
| 2001–2002 | Chaidari FC           |

### Selección nacional
Papadopoulos jugó para Grecia en una ocasión el 29 de enero de 1992 ante Albania entrando de cambio al medio tiempo en un partido amistoso de visita. Ganó la medalla de oro en los Juegos Mediterráneos de 1991.

### Entrenador
| Periodo   | Club                  |
| --------- | --------------------- |
| 2005      | AO Kerkyra            |
| 2005      | Pamisos Messini GFC   |
| 2005–2007 | AE Giannena           |
| 2007–2008 | Lamia FC              |
| 2011–2012 | AEK Athens U20        |
| 2013      | Proodeftiki FC        |
| 2014      | Egaleo FC             |
| 2015–2016 | APO Kanaris Nenita FC |

## Logros

### Club
- Alpha Ethniki: 1992–93, 1993–94

### Selección nacional
- Juegos Mediterráneos: 1991